# Riki Rodríguez
Ricardo Rodríguez Gil Carcedo, detto Riki (Oviedo, 25 settembre 1997), è un calciatore spagnolo, centrocampista dell'Albacete.

## Carriera
Cresciuto nel settore giovanile del Real Oviedo, ha iniziato la propria carriera giocando in prestito con alcune squadre nelle serie minori del calcio spagnolo. Ha esordito in prima squadra il 18 agosto 2019, in occasione dell'incontro di Segunda División perso per 3-2 contro il Deportivo La Coruña. Dopo un'altra serie di prestiti, alternandosi tra seconda e terza divisione, nell'estate del 2022 viene acquistato a titolo definitivo dall'Albacete.

## Statistiche

### Presenze e reti nei club
Statistiche aggiornate al 28 febbraio 2023.
| Stagione           | Squadra            | Campionato         | Campionato | Campionato | Coppe nazionali | Coppe nazionali | Coppe nazionali | Coppe continentali | Coppe continentali | Coppe continentali | Altre coppe | Altre coppe | Altre coppe | Totale | Totale |
| Stagione           | Squadra            | Comp               | Pres       | Reti       | Comp            | Pres            | Reti            | Comp               | Pres               | Reti               | Comp        | Pres        | Reti        | Pres   | Reti   |
| ------------------ | ------------------ | ------------------ | ---------- | ---------- | --------------- | --------------- | --------------- | ------------------ | ------------------ | ------------------ | ----------- | ----------- | ----------- | ------ | ------ |
| 2018-2019          | Langreo            | SDB                | 32         | 2          | CR              | 1               | 0               |                    | -                  | -                  |             | -           | -           | 33     | 2      |
| 2019-2020          | Real Oviedo B      | SDB                | 17         | 2          |                 | -               | -               |                    | -                  | -                  |             | -           | -           | 17     | 2      |
| 2019-2020          | Real Oviedo        | SD                 | 5          | 0          | CR              | 1               | 0               |                    | -                  | -                  |             | -           | -           | 6      | 0      |
| 2020-gen. 2021     | Real Oviedo        | SD                 | 5          | 0          | CR              | 2               | 0               |                    | -                  | -                  |             | -           | -           | 7      | 0      |
| Totale Real Oviedo | Totale Real Oviedo | Totale Real Oviedo | 10         | 0          |                 | 3               | 0               |                    | -                  | -                  |             | -           | -           | 13     | 0      |
| gen.-giu. 2021     | Racing Santander   | SDB                | 9+3        | 4+0        | CR              | -               | -               |                    | -                  | -                  |             | -           | -           | 12     | 4      |
| 2021-gen. 2022     | Burgos             | SD                 | 15         | 0          | CR              | 2               | 1               |                    | -                  | -                  |             | -           | -           | 17     | 1      |
| gen.-giu. 2022     | Albacete           | PDR                | 19+2       | 0          | CR              | -               | -               |                    | -                  | -                  |             | -           | -           | 21     | 0      |
| 2022-2023          | Albacete           | SD                 | 25         | 1          | CR              | 1               | 0               |                    | -                  | -                  |             | -           | -           | 26     | 1      |
| Totale Albacete    | Totale Albacete    | Totale Albacete    | 44+2       | 1+0        |                 | 1               | 0               |                    | -                  | -                  |             | -           | -           | 47     | 1      |
| Totale carriera    | Totale carriera    | Totale carriera    | 132        | 9          |                 | 7               | 1               |                    | -                  | -                  |             | -           | -           | 139    | 10     |